# Naharros (Guadalajara)
Naharros es una EATIM española perteneciente al municipio de La Miñosa, en la provincia de Guadalajara (Castilla-La Mancha). En el año 2015 tenía una población de 6 habitantes. 
La localidad forma parte de la ruta Tierras de Frontera del Camino del Cid.

## Escudo
La descripción heráldica del escudo que representa a la entidad menor fue aprobada el 27 de agosto de 2009 y consiste en:

Escudo de azul, un castillo de oro aclarado del campo: La bordura de gules cargada de una cadena de oro. Se timbra con la corona real de España.

## Demografía
| Gráfica de evolución demográfica de Naharros entre 2000 y 2015                |
|                                                                               |
| Población (2000-2015) según el nomenclátor de unidades poblacionales del INE. |